# 바바라 에덴
바버라 진 모어헤드(Barbara Jean Morehead, 1931년 8월 23일 ~ )는 예명 바버라 이든(Barbara Eden)으로 잘 알려져있는 미국의 배우, 가수, 영화 제작자이다.
투손에서 태어났다.

## 출연 작품
- 머펫 대소동 (2011년)
- TV의 선구자 (2008년) - 본인 역
- 캐롤라이나 (2003년) - 데프니 세인트 클레어 역
- 데드 맨스 아일랜드 (1996년) - 헨리타 오드와이어 콜린스 역
- 살인 환상 (1993년)
- 리썰 참 (1991년)
- 헬 해스 노 퓨리 (1991년)
- 배반의 묘략 (1990년)
- 엄마의 새출발 (1989년)
- 스텝포드의 비밀 (1987, The Stepford Children)
- 백 투 스쿨 (1986년)
- 내 사랑 지니 (1985년)
- 차타누가 폭소 열차 (1984년)
- 죠스 3 (1983년)
- 불청객 소동 (1973년)
- The Wonderful World of the Brothers Grimm (1963년)
- 풍선기구의 5주 (1962년)
- 해저 여행 (1961년)
- 폴 뉴먼의 고독한 관계 (1960년)
- 플레이밍 스타 (1960년)

### 텔레비전
- 내 사랑 지니 (1965-70)
- 댈러스 (1990-91)
- 미녀마법사 사브리나 (2002-03)